# Liste der Monuments historiques in Longchamp (Haute-Marne)
Die Liste der Monuments historiques in Longchamp führt die Monuments historiques in der französischen Gemeinde Longchamp auf.

## Liste der Objekte
| Bezeichnung               | Beschreibung                                                                                               | Standort                        | Kennzeichnung | Schutzstatus | Datum | Bild |
| ------------------------- | --- | ------------------------------- | ------------- | ------------ | ----- | ---- |
| Skulptur Madonna mit Kind | Stein, farbig gefasst und vergoldet, 18. Jahrhundert                                                       | in der Kirche St-Louvent (Lage) | PM52000872    | Classé       | 1976  |      |
| Hauptaltar                | Altartisch, Tabernakel und Retabel; Holz, farbig gefasst und vergoldet, zweite Hälfte des 17. Jahrhunderts | in der Kirche St-Louvent (Lage) | PM52000871    | Classé       | 1976  |      |
| Skulptur Heilige Klara    | Kalkstein, farbig gefasst und vergoldet, 18. Jahrhundert                                                   | in der Kirche St-Louvent (Lage) | PM52001795    | Inscrit      | 1976  |      |